# Una rossa molt dubtosa
Una rossa molt dubtosa (títol original: Switch) és una comèdia pel·lícula estatunidenca escrita i dirigida per Blake Edwards, estrenada l'any 1991. Ha estat doblada al català.

## Argument
Steve Brooks és un seductor impenitent a més d'un odiós mascle. Tres de les seves antigues conquestes decideixen acabar les seves gestes oferint-li una última orgia. Mort, se li ofereix l'oportunitat d'entrar al paradís si troba una dona que l'estimi. Per donar cos a la prova, el Diable el transforma en dona…

## Repartiment
- Ellen Barkin: Amanda Brooks
- Jimmy Smits: Walter Stone
- JoBeth Williams: Margo Brofman
- Lorraine Bracco: Sheila Faxton
- Tony Roberts: Arnold Freidkin
- Perry King: Steve Brooks
- Bruce Payne: El diable
- Lysette Anthony: Liz
- Victoria Mahoney: Felicia
- Basil Hoffman: Higgins
- Catherine Keener: La secretària de Steve
- Kevin Kilner: Dan Jones
- Diana Chesney: Sra Wetherspon
- Joe Flood: Mac, el guardià de l'immoble
- Téa Leoni: Connie, la Dream Girl
- James Harper: El tinent Laster
- John Lafayette: El sergent Phillips
- Jim J. Bullock: Pacha
- Yvette Freeman: Mae

## Rebuda
Nominacions
- Globus d'or 1992
  - Millor actriu a un film musical o una comèdia: Ellen Barkin
- Premis Grammy 1992
- Millor cançó escrita especialment pel cinema o la televisió: You Can't Resist It (Lyle Lovett)

Crítica
- "Tan tosca com grollera"[3]